# Milesia afra
Milesia afra är en tvåvingeart som beskrevs av Doesburg 1955. Milesia afra ingår i släktet Milesia och familjen blomflugor.
Artens utbredningsområde är Kongo. Inga underarter finns listade i Catalogue of Life.